# شیپورماهی اطلسی
شیپورماهی اطلسی (نام علمی: Aulostomus strigosus) نام یک گونه از سرده شیپورماهیان است.